# Hypolepis glandulifera
Hypolepis glandulifera là một loài thực vật có mạch trong họ Dennstaedtiaceae. Loài này được Brownsey & Chinnock miêu tả khoa học đầu tiên năm 1987.